# Comarca de Ferrol
A Comarca de Ferrol na província da Corunha, é uma comarca galega que inclui os seguintes 11 concelhos:  Ares, Cedeira, Fene, Ferrol, Moeche, Mugardos, Narom, Neda, São Sadurninho, asSomoças e Valdovinho.
A comarca pode-se dividir em três sub-comarcas claramente diferenciadas: Ferrolterra, integrada por Ares, Fene, Ferrol, Mugardos, Narom e Neda, mira cara a ria de Ferrol; os conselhos estão muito unidos entre si, são pequenos em extensão e têm grande densidade de população; dependem em grande medida de Ferrol e Narom nas suas relações. Desde 1971 existe uma Mancomunidade de Conselhos da Comarca Ferrol, na que se integrou Valdoviño em  1977. Uma segunda zona, a mais afastada da costa, estende-se pelos concelhos de Valdovinho, São Sadurninho, Moeche e as Somoças. A terceira consiste em Cedeira.
Em todos os casos as intensas relações funcionais com Ferrol integram estas diferentes vinculações locais numa unidade de comarcas de ordem superior.